# Frederick Gowland Hopkins
Frederick Gowland Hopkins OM PRS (Eastbourne, Anglaterra, 1861 - Cambridge, 1947) fou un bioquímic, metge i professor universitari anglès guardonat amb el Premi Nobel de Medicina o Fisiologia l'any 1929.

## Biografia
Va néixer el 20 de juny de 1861 a la ciutat d'Eastbourne, situada al comtat de Sussex. Va estudiar química a la Universitat de Londres i posteriorment medicina al Kings's College de Londres. Va ser professor de fisiologia clínica a la Universitat de Cambridge, on tingué sota la seva supervisió Luis Federico Leloir, i des de 1914 professor de bioquímica, on entre 1921 i l'any 1943 va ocupar la càtedra Dunn de bioquímica. Com a director del Departament de Bioquímica de la Universitat de Cambridge a començament del segle xx va encoratjar la participació de les dones en la recerca. Una de les seves col·laboradores va ser Marjory Stephenson.
Membre de la Royal Society des de 1905, en va ser president de1930 a 1935, i des de l'any 1933 va presidir la British Association for the Advancement of Science. (des de 2009, British Science Association). L'any 1925 va ser nomenat cavaller per part del rei Jordi V del Regne Unit.
Frederic Gowland Hopkins va morir el 16 de maig de 1947 a la seva residència de Cambridge.

## Recerca científica
La seva recerca es va centrar en el coneixement de les substàncies elementals, posteriorment denominades vitamines, que l'organisme necessita adquirir de la dieta i la falta de les quals comporta l'aparició d'una malaltia. Va descobrir que hi ha aliments que tenen relació directa amb el creixement, en comprovar que el consum de llet aconseguia reprendre el creixement aturat d'un ésser viu en formació. També va ser el primer a aïllar la tiamina durant els seus experiments per determinar la causa del beri-beri.
L'any 1892 va descobrir nous mètodes per a apreciar quantitativament l'àcid úric de l'orina; el 1901 mètodes d'anàlisis del triptòfan (aminoàcid cristal·litzat) i, el 1921, mètodes per a aïllar el glutatió, un aminoàcid important en l'autooxidació cel·lular.
L'any 1929 fou guardonat amb el Premi Nobel de Medicina o Fisiologia «pel descobriment de les vitamines estimuladores del creixement». Va compartir el premi amb el neerlandès Christiaan Eijkman descobridor de les vitamines antineurítiques.